# کارتارینا ویت
کارتارینا ویت (آلمانی: Katarina Witt؛ زادهٔ ۳ دسامبر ۱۹۶۵) اسکیت‌باز نمایشی اهل آلمان است.
از افتخارات وی می‌توان به کسب دو مدال طلا اسکیت نمایشی انفرادی زنان در بازی‌های المپیک زمستانی ۱۹۸۴ و ۱۹۸۸ اشاره کرد.